# Angerona feminaecoloris
Angerona feminaecoloris là một loài bướm đêm trong họ Geometridae.